# Lappland

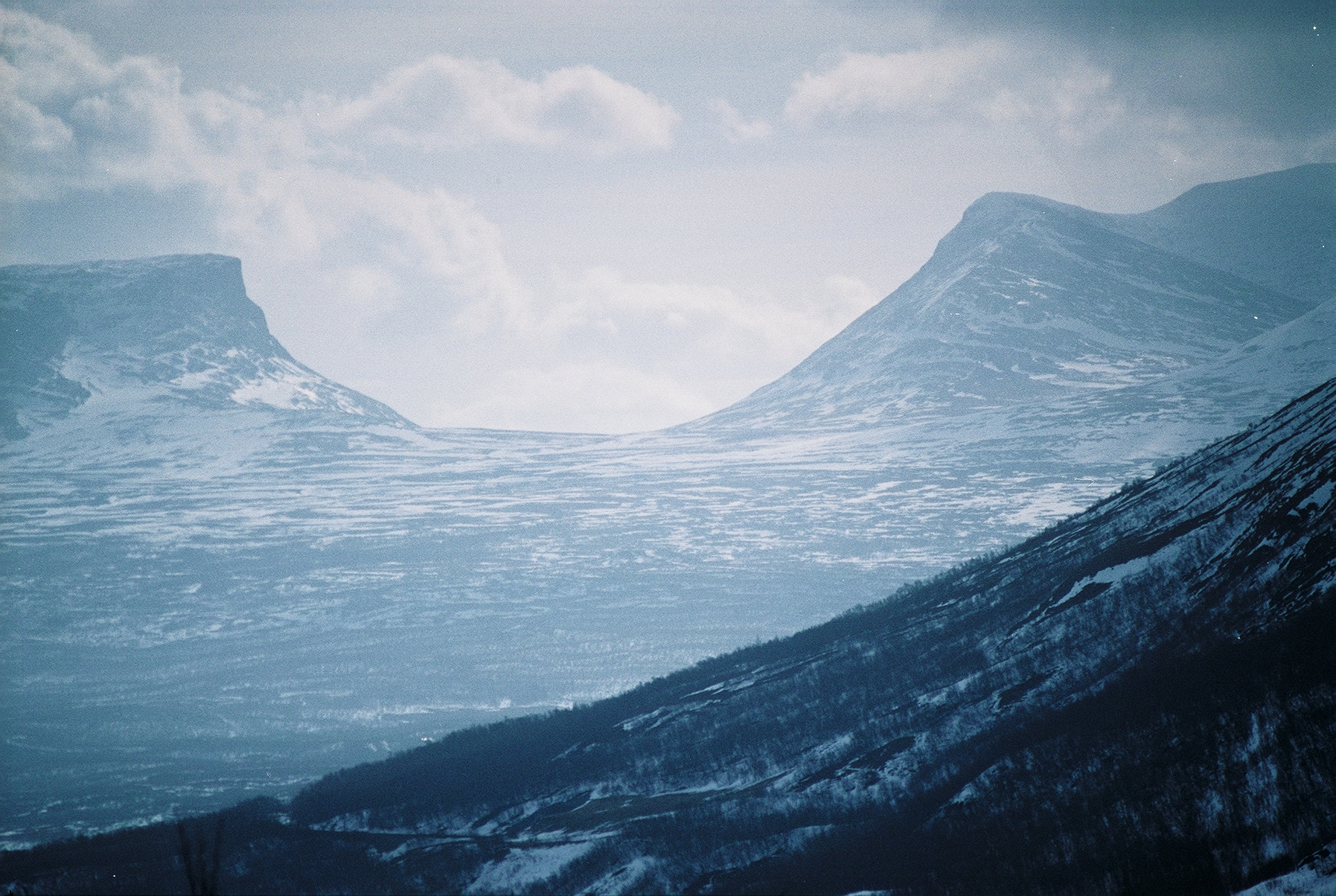
Đèo Lapporten

Lappland là một trong những tỉnh truyền thống của Thụy Điển (landskap).
Tỉnh này nằm ở phía bắc Thụy Điển. Giáp Jämtland, Ångermanland, Västerbotten, Norrbotten, Na Uy và Phần Lan. Khoảng một phần tư diện tích bề mặt của Thụy Điển là tại Lapland.
Lappland ban đầu mở rộng về phía đông. Tuy nhiên, năm 1809 Đế quốc Nga sáp nhập phần phía Đông của vương quốc Thụy Điển, và tạo ra các công quốc Đại Phần Lan, trên thực tế chia Lappland thành một phần của Thụy Điển và một phần của Phần Lan, cả hai đều vẫn còn tồn tại ngày nay.
Cũng giống như các tỉnh của Thuỵ Điển hiện nay không còn chức năng hành chính.